# Leo Rover
Leo Rover – niewielki, czterokołowy łazik mobilny z oprogramowaniem open source opracowany i produkowany we Wrocławiu przez fictionlab sp. z o. o. (wcześniej Kell ideas sp. z o.o.). Robot po raz pierwszy trafił na rynek w 2017 roku (wtedy pod nazwą Turtle).

## Konstrukcja i wydajność
Leo Rover to niewielki, zdalnie sterowany, czterokołowy łazik o wymiarach 447mm x 443mm x 249mm i masie 6,5kg. Każde z czterech kół robota napędzane jest silnikiem prądu stałego w piaście z przekładnią planetarną 73.2:1 i enkoderem 12 CPR. Opony wykonane są z gumowego materiału z wypełnieniem piankowym.
Robot zasilany jest litowo-jonową baterią o pojemności 5000mAh i napięciu 11,1 V.
Leo Rover osiąga maksymalną prędkość liniową wynoszącą ok. 0,4m/s oraz prędkość kątową wynoszącą do 60 stopni na sekundę.

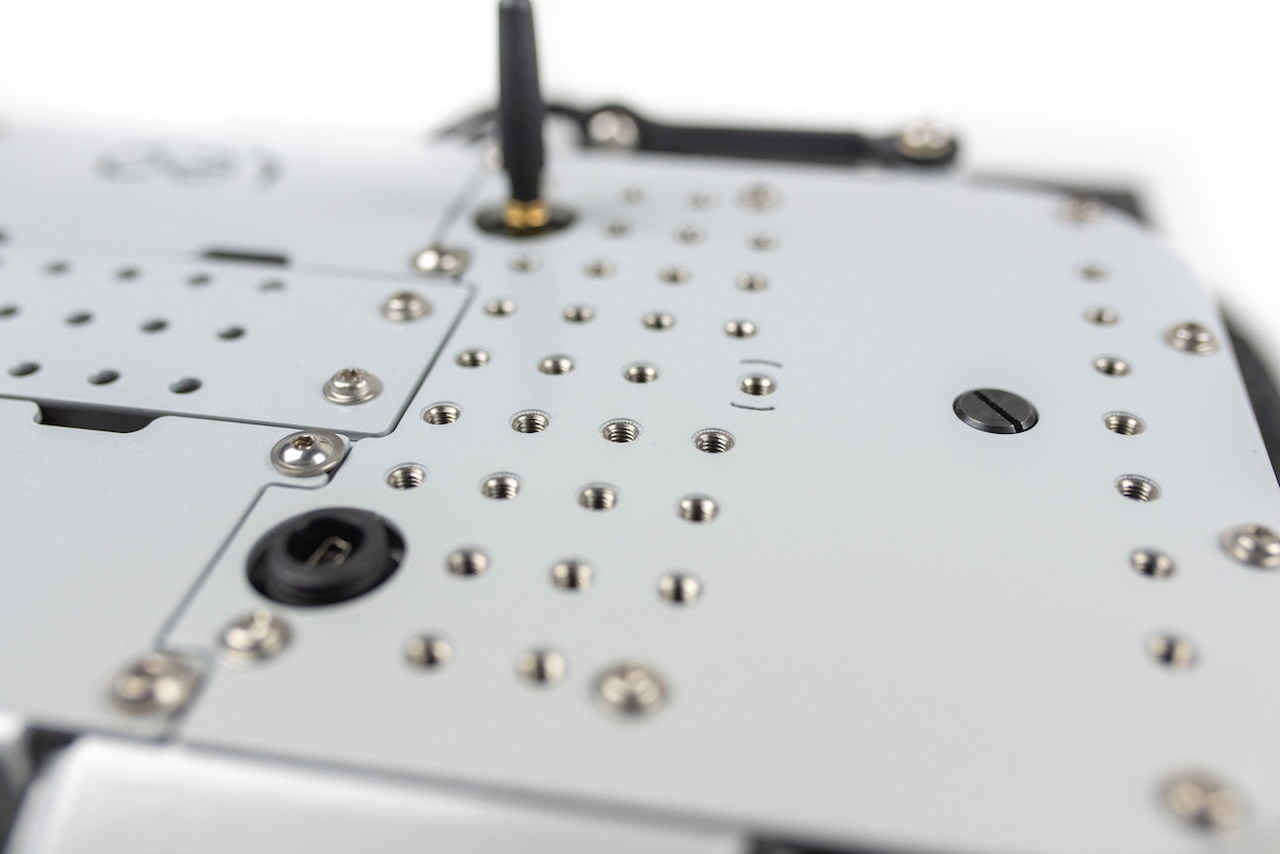
Otwory montażowe na obudowie robota Leo Rover

Robot wyposażony jest w 5 MPx kamerę o polu widzenia 170° umieszczoną w przedniej części konstrukcji. Na górnej części obudowy znajdują się liczne otwory montażowe do mocowania w nich dodatkowego sprzętu. Nominalne obciążenie robota wynosi 5kg. 
Łazik posiada punkt dostępowy WiFi 2,4 GHz z anteną zewnętrzną.
Znaczna część elementów konstrukcji robota Leo Rover produkowana jest poprzez druk 3D. Całość konstrukcji utrzymuje wodoszczelność na poziomie IP64.

## Software
Łazik Leo Rover pracuje w systemie Ubuntu 20.04 z ROS Noetic Ninjammys. Funkcję głównego komputera robota pełni Raspberry Pi 4. Kontrolerem silników jest customizowana płytka elektroniczna o nazwie LeoCore, która zastąpiła wcześniej używaną płytkę CORE2-ROS firmy Husarion.
Jeśli chodzi o języki programowania wykorzystywane w robocie, interfejs użytkownika napisano w języku JavaScript wraz z CSS i HTML. Do firmware’u łazika wykorzystano języki C i C++. Inne komponenty opracowane przez firmę, działające na komputerze Raspberry Pi, w przeważającej mierze napisano w języku Python. Ponadto znaczna część oprogramowania używanego w łaziku Leo Rover jest dostarczana przez pakiety open source dostępne w ekosystemie ROS.

## Interfejs użytkownika

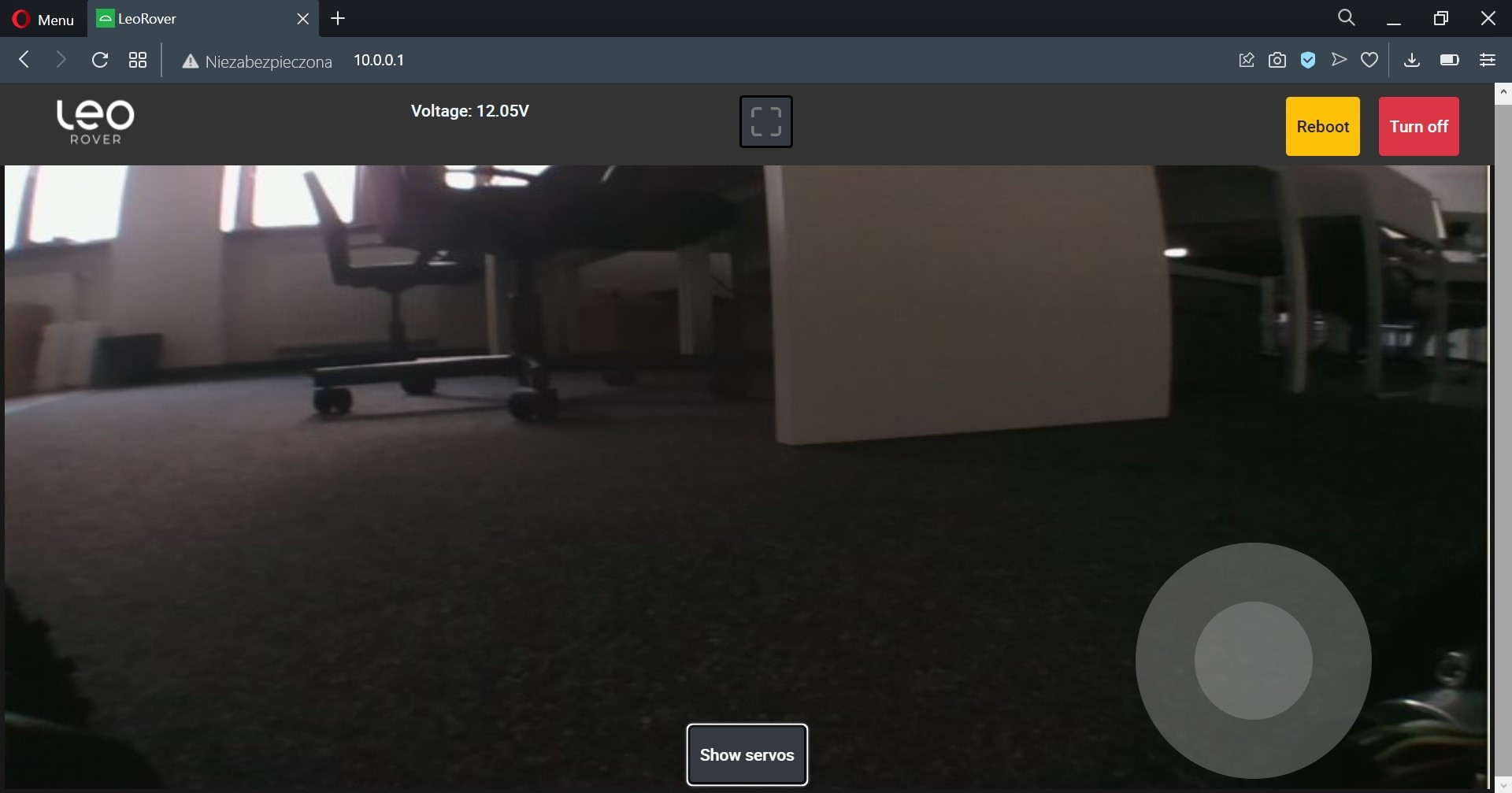
Interfejs użytkownika Leo Rover uruchomiony w przeglądarce internetowej

Łazik Leo Rover posiada wcześniej wspomniany, własny interfejs użytkownika, który dostępny jest w postaci strony internetowej uruchamianej po połączeniu się z robotem. Po uruchomieniu interfejsu użytkownik widzi obraz z kamery łazika i ma możliwość sterowania nim. Użytkownik może operować robotem na ekranie dotykowym swojego urządzenia, za pomocą myszki, klawiatury bądź podłączonego joysticka. Do dyspozycji użytkownika są także funkcje wyłączenia i reboot robota, a także informacja o napięciu baterii.

## European Rover Challenge
W latach 2020–2022 łazik Leo Rover był standardowym robotem wykorzystywanym przez uczestników zdalnej formuły  zawodów European Rover Challenge.

## Nazwa
Początkowa iteracja robota nosiła nazwę Turtle, jednak w 2019 roku została zmieniona ze względu na podobieństwo do nazwy innego robota – TurtleBota – co było powodem mylenia obu produktów przez potencjalnych konsumentów. Nieprzypadkowo firma zmieniła nazwę produktu na Leo Rover – zachowując koncepcję "żółwia", słowo Leo w nazwie łazika nawiązuje do fikcyjnej postaci Leonardo znanej z serii komiksów o Wojowniczych Żółwiach Ninja.

## Obszar zastosowań
Leo Rover służy jako platforma rozwojowa do implementowania własnych rozwiązań technologicznych poprzez możliwość podłączenia zewnętrznej elektroniki, edytowania oprogramowania open-source, a także wprowadzania zmian w konstrukcji robota. Mimo iż produkt dostępny jest zarówno dla osób prywatnych jak i firm, przeważającą część konsumentów stanowią uczelnie wyższe oraz placówki badawcze, wykorzystujące robota do swoich projektów i badań.

## Licencje
Oprogramowanie i pliki układów elektronicznych łazika Leo Rover są udostępniane na licencji MIT. Pliki CAD i projekty mechaniki są udostępniane na licencji Creative Commons BY-NC-SA.